# Vuorenselkä
Vuorenselkä är en sjö i kommunen Tavastehus i landskapet Egentliga Tavastland i Finland. Sjön ligger 84,2 meter över havet. Arean är 92 hektar och strandlinjen är 5,2 kilometer lång. Sjön  ingår i Kumo älvs huvudavrinningsområde.   Den ligger omkring 18 km norr om Tavastehus och omkring 110 km norr om Helsingfors. 
Vuorenselkä ligger söder om Hauho med Hauho kyrka.